# Lipowa Tucholska
Lipowa Tucholska – węzłowa stacja kolejowa w Lipowej w województwie kujawsko-pomorskim w Polsce. Według klasyfikacji PKP ma kategorię dworca lokalnego. Na stacji znajduje się czynna wieża wodna.

## Ruch pasażerski
| Rok  | Wymiana pasażerska na dobę |
| ---- | -------------------------- |
| 2017 | 0-9                        |
| 2022 | 0-9                        |

## Przewoźnicy
- Przewozy Regionalne
- Arriva RP

## Połączenia
- Szlachta
- Bydgoszcz Główna
- Czersk
- Wierzchucin
- Tuchola

Ponadto na specjalne okazje jeżdżą tędy pociągi retro (np. pociąg pospieszny „BOROVIA”), a w wakacje uruchamiany jest pociąg z Bydgoszczy Głównej na Hel (przez Kościerzynę i Gdynię Główną).